# مات فرازير
مات فرازير هو لاعب هوكي الجليد كندي، ولد في 20 مايو 1990 في رد دير في كندا.

## وصلات خارجية
- مات فرازير على موقع دوري الهوكي الوطني (الإنجليزية)
- مات فرازير على موقع EliteProspects.com (الإنجليزية)
- مات فرازير على موقع HockeyDB.com (الإنجليزية)
- مات فرازير على موقع Hockey-Reference.com (الإنجليزية)